# Nychiodes farinosa
Nychiodes farinosa är en fjärilsart som beskrevs av Brandt 1938. Nychiodes farinosa ingår i släktet Nychiodes och familjen mätare. Inga underarter finns listade i Catalogue of Life.